# Stegnogramma pozoi
Stegnogramma pozoi är en kärrbräkenväxtart som först beskrevs av Mariano Lagasca y Segura, och fick sitt nu gällande namn av Iwatsuki. Stegnogramma pozoi ingår i släktet Stegnogramma och familjen Thelypteridaceae. Inga underarter finns listade.